# Rikke Møller Pedersen
Rikke Møller Pedersen (* 9. Januar 1989 in Odense) ist eine ehemalige dänische Schwimmerin.

## Werdegang
Pedersen erreichte das erste Mal im Oktober 2009 in Odense größere internationale Aufmerksamkeit, als sie in 2:18,52 min über 200 Meter und in 1:04,59 min über 100 Meter Brust jeweils einen neuen Kurzbahneuroparekord schwamm.
Bereits bei den Kurzbahneuropameisterschaften 2008 in Rijeka hatte sie über alle Brustdistanzen das Finale erreicht und über 50 Meter Brust mit dem sechsten Platz ihre beste Platzierung erreicht.
Den Rekord über 200 Meter Brust konnte sie bei einem Weltcup-Meeting in Berlin und anschließend bei ihrem Gewinn des Europameistertitels 2009 in Istanbul auf 2:16,66 min verbessern. Bei denselben Wettkämpfen erreichte sie über 50 Meter Brust das Finale und wurde dort Siebente. Den Rekord über 100 Meter Brust verbesserte Pedersen nochmals im Dezember 2009 in St. Petersburg um 16 Hundertstelsekunden auf 1:04,21 min.
Im November 2012 verbesserte Møller Pedersen bei den Kurzbahneuropameisterschaften 2012 in Chartres über 100 Meter Brust ihren eigenen Europarekord auf 1:04,12 min. Einen knappen Monat später konnte sie diesen bei den Weltmeisterschaften in Istanbul mit 1:03,52 s erneut unterbieten.
Im März 2013 verbesserte sie in Kopenhagen auf der Langbahn den Europarekord über 200 Meter auf 2:20,53 s. Bei den Weltmeisterschaften 2013 in Barcelona erzielte sie über diese Strecke im Halbfinale mit 2:19,11 s zwar einen neuen Weltrekord, musste sich im Finale aber Julija Jefimowa geschlagen geben. Über 100 Meter belegte sie den vierten Platz. Beim anschließenden Weltcup-Wettbewerb in Berlin verbesserte sie den noch von ihr selbst gehaltenen 200-Meter-Kurzbahn-Europarekord auf 2:15,93 s.
2019 beendete sie ihre aktive Schwimmerkarriere und arbeitet derzeit als Sport-Moderatorin beim dänischen TV-2.